# Gavarilla
Gavarilla – rodzaj pająków z rodziny skakunowatych. Obejmuje dwa opisane gatunki. 

## Morfologia
Samce osiągają od 3 do 3,9 mm długości ciała przy karapaksie długości od 1,75 do 1,95 mm, a samice osiągają od 3,5 do 5 mm długości ciała przy karapaksie długości od 1,7 do 2,1 mm. Wysoki i szeroki karapaks ma w widoku bocznym lekko wysklepioną część głowową, a w widoku grzbietowym zaokrąglone za oczami tylno-bocznej pary boki. Niewielkie, stożkowate, pionowe, równolegle ustawione szczękoczułki mają na przedniej krawędzi bruzdy pięć zębów, a tylną jej krawędź pozbawioną jakichkolwiek modyfikacji. Na prostokątnych płytkach szczękowych brak jest wyrostków. Opistosoma (odwłok) samca jest w przedniej połowie grzbietowej strony nakryta owalnym skutum o gładkiej powierzchni.
Genitalia samicy cechują się płytką płciową o U-kształtnym przedsionku i sinusoidalnym tyle oraz wulwą o zafalowanych przewodach kopulacyjnych, wierzchołkowo umieszczonych i wydłużonych przewodach zapłodnieniowych oraz dużych spermatekach. Nogogłaszczki mają rozwidloną na dwie gałęzie z silnie rozwiniętymi kolcami apofizę retrolateralną goleni, wydłużoną i skierowaną tylno-bocznie apofizę wentralną goleni, kuliste cymbium oraz krótki embolus.

## Ekologia i występowanie
Rodzaj neotropikalny, południowoamerykański, endemiczny dla Brazylii, znany ze stanów Maranhão i Sergipe. Zasiedla caatingę i cerrado.

## Taksonomia
Takson ten wprowadzony został w 2006 roku przez Gustava R.S. Ruiza i Antônia D. Brescovita na łamach „Revista Brasileira de Zoologia”. W tej samej publikacji opisano oba jego gatunki:
- Gavarilla arretada Ruiz et Brescovit, 2006
- Gavarilla ianuzziae Ruiz et Brescovit, 2006